# Chelodina longicollis
Chelodina longicollis är en sköldpaddsart som beskrevs av  Shaw 1794. Chelodina longicollis ingår i släktet Chelodina och familjen ormhalssköldpaddor. Inga underarter finns listade i Catalogue of Life.
Arten förekommer i östra Australien, det vill säga i delstaterna New South Wales, Queensland, South Australia och Victoria.